# Bpmz-Wagen der Deutschen Bundesbahn
Die Bpmz-Wagen der Deutschen Bundesbahn sind eine 540 Exemplare umfassende Bauserie von Reisezugwagen für den Schienenpersonenfernverkehr. Die klimatisierten Großraumwagen gehören dem UIC-Typ Z an, sie wurden zwischen 1979 und 1986 von der Deutschen Bundesbahn (DB) beschafft und 1994 von der Deutschen Bahn (DB) übernommen. Die Gattungsbezeichnung steht für:
- Hauptgattungszeichen B: Wagen der zweiten Wagenklasse
- Nebengattungszeichen p: Großraumwagen, abgeleitet von Pullmanwagen
- Nebengattungszeichen m: Fernverkehrswagen länger als 24 m
- Nebengattungszeichen z: zentrale Energieversorgung aus der Zugsammelschiene

Die Wagen wurden überwiegend für Intercity-Züge (IC) beschafft, sind seit 1987 aber auch in der, damals neu eingeführten, Zuggattung Eurocity (EC) anzutreffen. Darüber hinaus fahren sie vereinzelt als Regional-Express (RE), früher außerdem gelegentlich auch als Schnellzug (D), Fern-Express (FD), Interregio-Express (IRE) und Regionalbahn (RB).

## Geschichte

### Vorgeschichte
Mit dem Start des Intercity-Netzes 1979, als der IC-Verkehr von einem Zwei-Stunden-Takt auf einen Ein-Stunden-Takt verdichtet und gleichzeitig um die zweite Wagenklasse erweitert wurde, benötigte die Deutsche Bundesbahn auf einen Schlag eine große Zahl an hochwertigen Zweite-Klasse-Wagen. Aus wirtschaftlichen Gründen entschied sie sich, anders als bei der ersten Klasse und abweichend von mehreren europäischen Nachbarbahnen, gegen die Beschaffung von standardisierten Eurofima-Wagen, die als Abteilwagen auch in der zweiten Klasse nur 66 Sitzplätze aufwiesen. Eine Weiterbeschaffung von unklimatisierten Bm235-Wagen mit 72 Sitzplätzen, im Grunde genommen eine Entwicklung aus den 1950er Jahren, schied aus Komfortgründen ebenfalls aus. So veranlasste der Bahnvorstand die Neuentwicklung eines Großraumwagens, diese Bauweise hatte sich zuvor unter anderem bereits bei den ÖBB-Triebzügen der Reihe 4010 und den französischen Corail-Wagen bewährt.

### Beschreibung

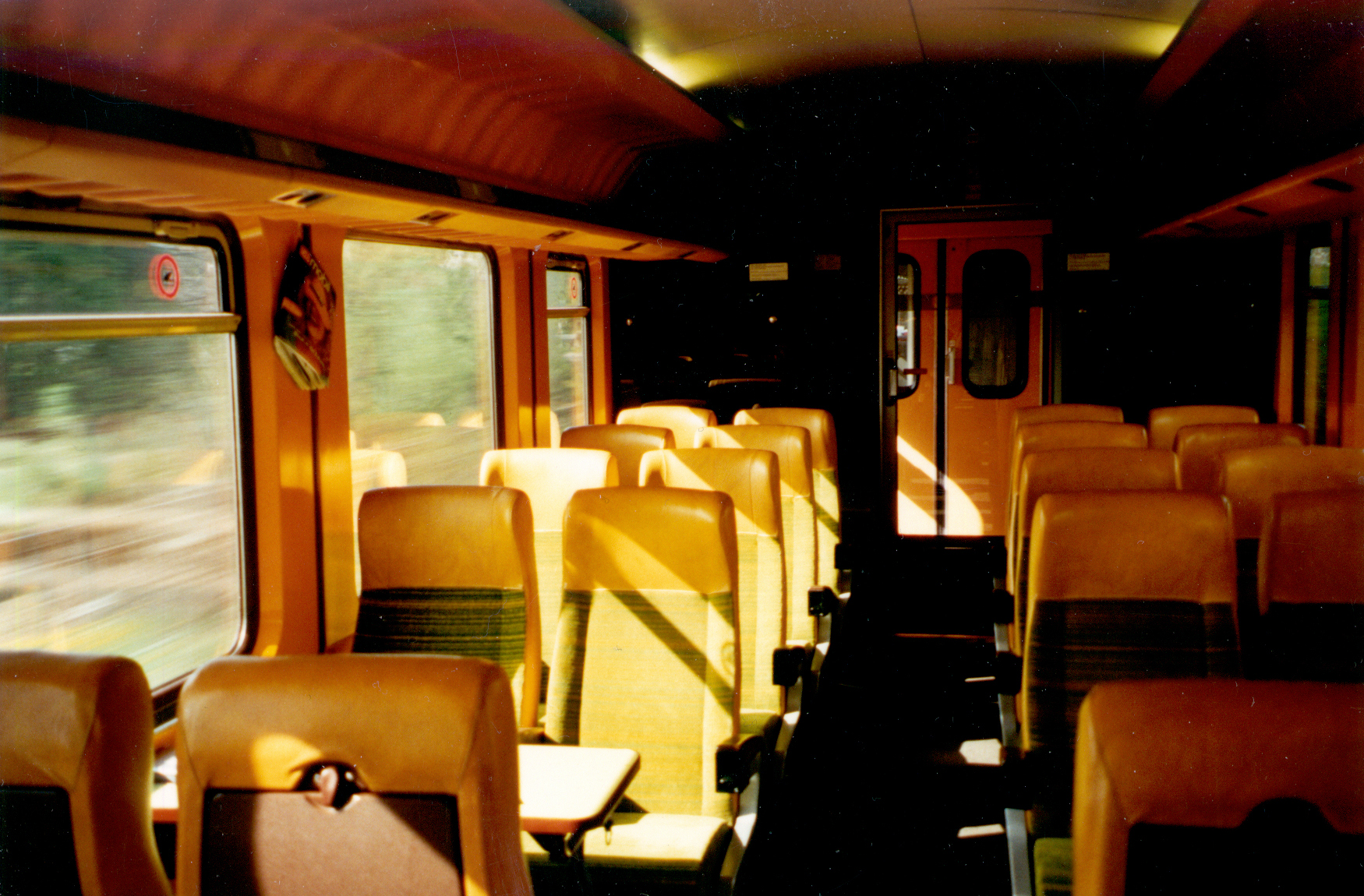
Originale Inneneinrichtung eines Bpmz^{291}

Bestimmte Baugruppen des Bpmz wurden von den Eurofima-Wagen übernommen, etwa die gesickten Dächer und die Fensterbauart, während es am Unterboden und im Schürzenbereich kleinere Unterschiede gab. Die Großraumanordnung der 80 Sitzplätze bedingte zudem eine andere Fensteraufteilung. Zwischen den Türen befanden sich pro Wagenseite mittig neun 1400 Millimeter breite Fenster, die von jeweils zwei nur 800 Millimeter breiten Fenstern eingerahmt wurden. Das ergab ein Fenster je zwei Sitzreihen. Die ursprüngliche Innenfarbgebung entstand nach Beratung des Farbpsychologen Max Lüscher; die Seitenwände und Kopfstützen waren in einem warmen Gelb, die Sitzpolster in einem gelbgrünen Muster, die Sitzrückseiten, Stirnwände und Fußböden in braun gehalten. Diese Farbgebung im Zeitgeschmack der 1970er Jahre brachte den Fahrzeugen später den Spitznamen China-Wagen ein. Der überwiegende Teil der Sitze ist in Reihenbestuhlung angeordnet, mit Ausnahme von vier Sitzgruppen mit Tisch, die an je einem großen Fenster liegen. Die Neigung der Sitzrücklehnen ist verstellbar. An den Rücklehnen der Sitze befindet sich ein Klapptisch und ein Zeitschriftennetz, über jedem Platz außerdem eine separat schaltbare Leseleuchte zusätzlich zur indirekten Allgemeinbeleuchtung.
Der Fahrgastraum ist durch eine große Glasscheibe, mit einer Aussparung für den Mittelgang, in einen kleineren Raucherbereich mit 28 Sitzplätzen und einen größeren Nichtraucherbereich mit 52 Sitzplätzen unterteilt. Die fehlende Türe zwischen den beiden Abteilen führte später zu Kritik über Geruchsbelästigung im Nichtraucherbereich. Bis auf einzelne Versuchswagen wurden keine Türen eingebaut; mit dem allgemeinen Rauchverbot seit 2007 erübrigte sich eine Trennung, die Glastrennwände blieben jedoch bestehen. Im fensterlosen Bereich zwischen den Einstiegsbereichen und dem Großraum stehen spezielle Regale für größere Gepäckstücke zur Verfügung. Für kleineres Gepäck gibt es längs angeordnete Ablagen über den Sitzen. Die Fenster sind zwecks Sonnenschutz goldbedampft. Die 40 Vorserienwagen hatten ursprünglich Fensterrollos, die in verschiedenen Positionen arretiert werden konnten; bei den später beschafften Wagen wurde darauf verzichtet und die Rollos der Vorserienwagen bei Modernisierungen entfernt.

### Beschaffung und Einsatzbeginn

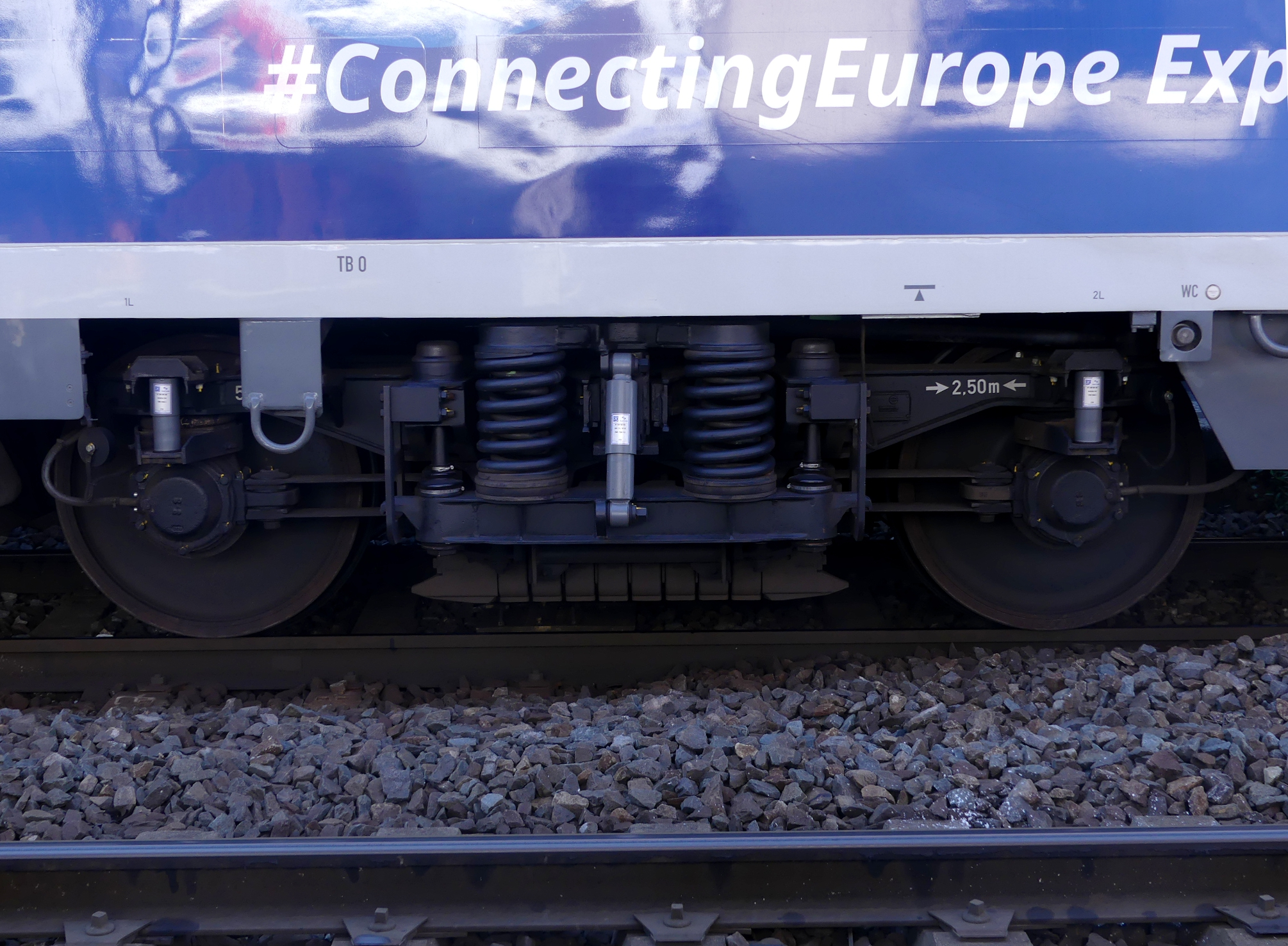
Detailansicht Drehgestell

Zuerst wurde 1979 eine Vorserie von 40 Wagen ausgeliefert. 20 davon liefen auf luftgefederten Drehgestellen der Bauart LD 73, die anderen Fahrzeuge erhielten neue MD 52-Drehgestelle, wie sie später auch abgewandelt im ICE 1 verwendet wurden. Die Schwenkschiebetüren entsprachen nunmehr der Bauart Kiekert statt der Bauart Bode/Wegmann beim Eurofima-Wagen. Auch wurde die Klimaanlage von der Firma LUWA geliefert. 30 Vorserienwagen gelangten in den Umlauf des Intercity „Patrizier“ München – Hamburg. Der Rest wurde weiterhin erprobt. Die Bauartnummer lautete Bpmz291 für die stahlgefederten Wagen und Bpmz292 für die mit Luftfederung. Zugelassen waren beide Serien für 200 km/h Höchstgeschwindigkeit.
Die Serienauslieferung von zunächst 140 Wagen mit nur wenig Modifikationen begann 1981. Allerdings erhielten sie die MD 52-Drehgestelle, zudem wurden Dach- und Seitenwandbeblechung nun aus Edelstahl gefertigt, daher konnte das Dach unlackiert bleiben. Die Bauartbezeichnungen der Serienwagen lauteten Bpmz291.2 und Bpmz291.3, heute Bpmz293. Den Auftrag teilten sich zur Hälfte Linke-Hofmann-Busch in Salzgitter und die Waggon Union in Berlin. 200 weitere Wagen wurden ab 1984 an die DB geliefert. Wegen technischer Unterschiede (u. a. Bremsgeräteeinheit) reihte man zwei von ihnen als Bpmz291.4, heute Bpmz294, ein. 50 Wagen hatten eine Mehrspannungsheizung für den internationalen Einsatz. Weitere 160 Wagen folgten 1985 und 1986, davon 98 mit behindertengerechter Ausstattung, die als 48 Bpmz291.5 mit Mehrspannungsheizung, heute Bpmz295, und 50 mit Einspannungsheizung des Typs Bpmz291.6, heute Bpmz296, eingereiht sind. Bei den behindertengerechten Fahrzeugen ersetzt das vergrößerte WC dabei die Gepäckregale.
In kürzester Zeit wurde erreicht, dass die Intercity-Züge im Block der zweiten Klasse, meistens mit sieben Wagen bestückt, zwei Bpmz-Wagen mitführen konnten. Im Laufe der Jahre wurde dieser Anteil bis auf vier Wagen erhöht. Statt weiterer Bpmz-Wagen beschaffte die Deutsche Bundesbahn ab 1988 schließlich die kombinierten Abteil- und Großraumwagen der Gattung Bvmz185.

### Umbauten

#### Druckertüchtigung
Ein erster Umbau von Bpmz-Wagen wurde durch die Inbetriebnahme der DB-Neubaustrecken ab 1988 erforderlich. Ein Teil der Bpmz-Wagen wurde hierfür druckertüchtigt. Dafür wurde, zum Teil, eine Modifizierung des Übergangs mit druckdichtem Übergangsplatten Bauart „SIG“ vorgenommen. Bei allen umgebauten Wagen wurden die Einstiegstüren angepasst, eine geänderte Klimaanlage, die bei Fahrzeugbegegnungen im Tunnel auf Umluftbetrieb umschaltet und geschlossene WC-Systeme eingebaut, außerdem die Zugschlusssignale an die Kante des Wagenkastens verlegt.

#### Erste Modernisierungen der Inneneinrichtung

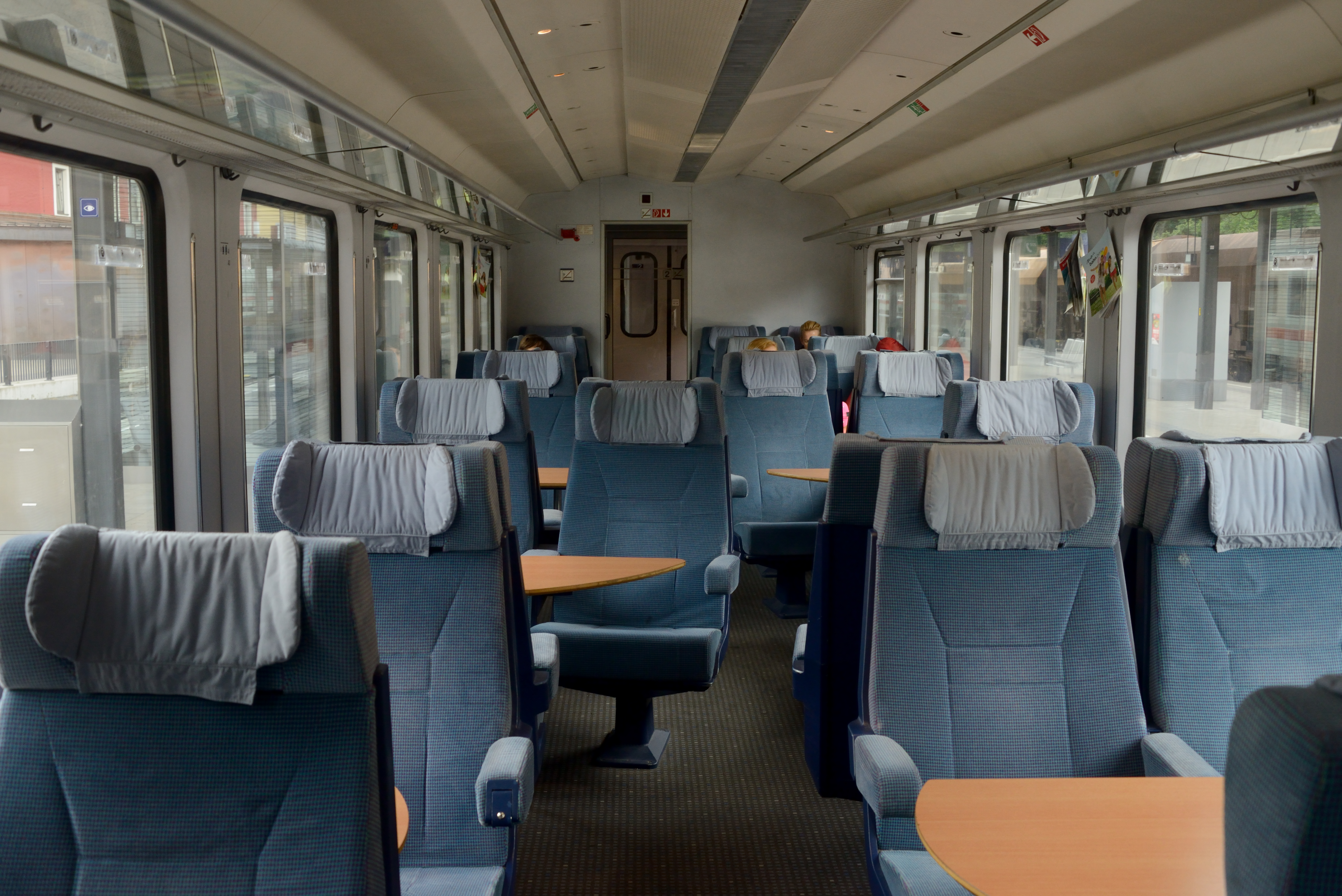
Für den Touristikzug umgebauter Wagen mit 2+1-Sitzteiler und neuer Bezeichnung Bpmz 857.5, aufgenommen 2014

Bei der Druckertüchtigung blieb die Inneneinrichtung vorerst unangetastet, lediglich für den FD-Verkehr wurden bereits 1988 einzelne Wagen mit einem Kinderspielbereich ausgestattet, außen als Kinderland beschriftet. Erst in den späten 1990er Jahren wurde die Inneneinrichtung überarbeitet und präsentierte sich fortan in Pastellfarben.
1995 und 1996 wurden insgesamt zehn Bpmz-Wagen für den Touristikzug umgebaut, vier dieser Wagen waren zuvor ab 1991 beim Lufthansa-Airport-Express im Einsatz.
Bei einigen anderen Bpmz-Wagen wurde in den 1990er Jahren das Raucherabteil durch einen Bereich für die Fahrradmitnahme ersetzt (Bpmdz), wobei sieben Räder hängend und neun stehend befördert werden können. Gegenüber der Radständer sind sieben Klappsitze angeordnet.
Später erhielten einige Bpmz-Wagen durch den Einbau von Selbstbedienungsautomaten und Stehtischen eine kleine Snackecke und wurden als Snackwagen respektive Snackpoint bezeichnet (Bpmbkz291.8, später Bpmbkz294.8). Die Snackwagen wurden Mitte der 2000er Jahre wieder in normale Großraumwagen umgebaut.
Die zahlreichen Umbauten sorgten dafür, dass die Bauartnummern heute bis 296 reichen. So wurde bei einigen Bpmz-Wagen die Anzahl der Sitzplätze zugunsten von Behindertenplätzen, insbesondere für Rollstuhlfahrer, reduziert und eine behindertengerechte Toilette eingebaut (Bpmbz). Die rollstuhlgerechten Wagen kamen aufgrund einer Eingabe an den Petitionsausschuss des Deutschen Bundestages zustande.

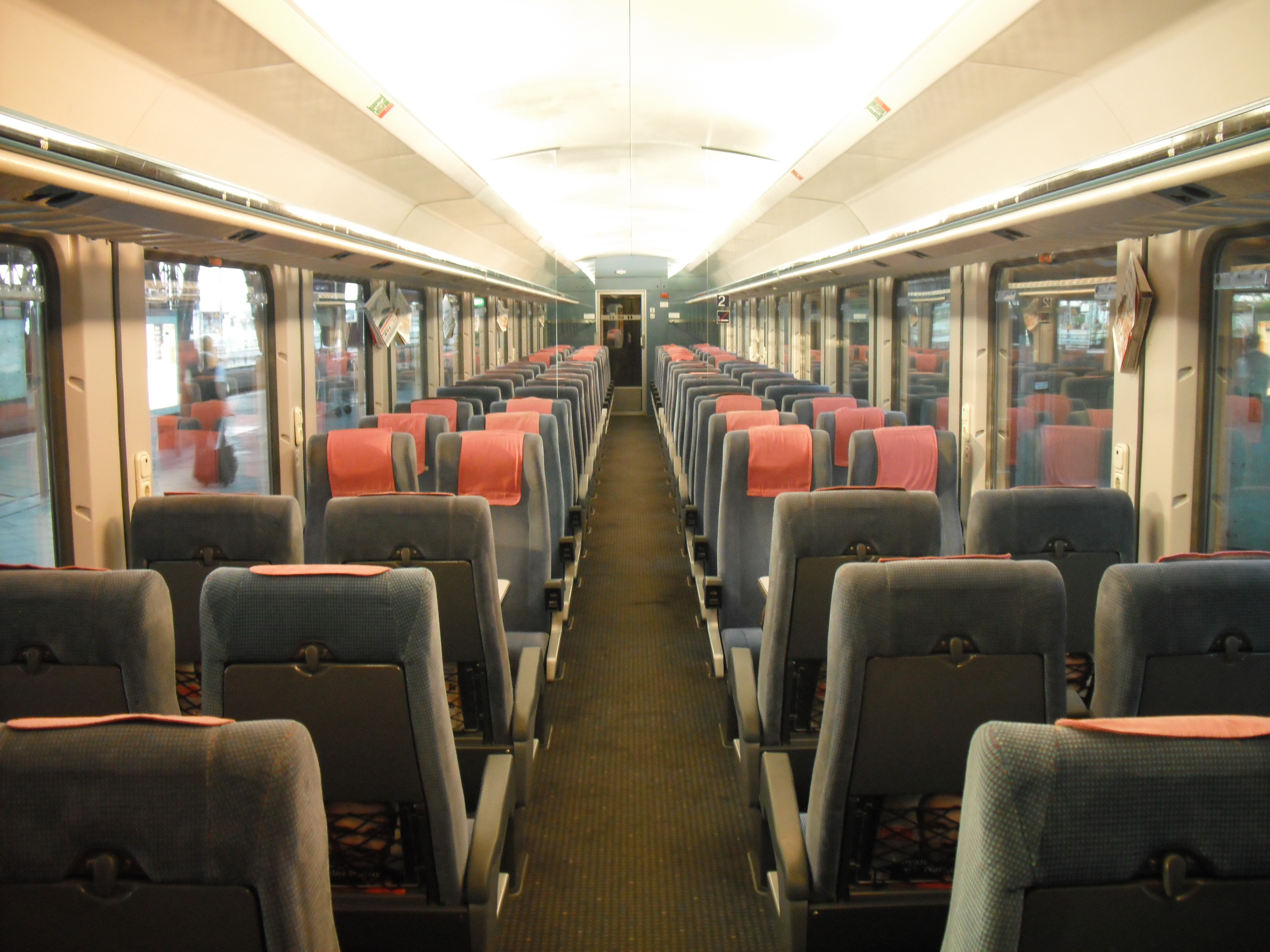
Inneneinrichtung nach erster Modernisierung
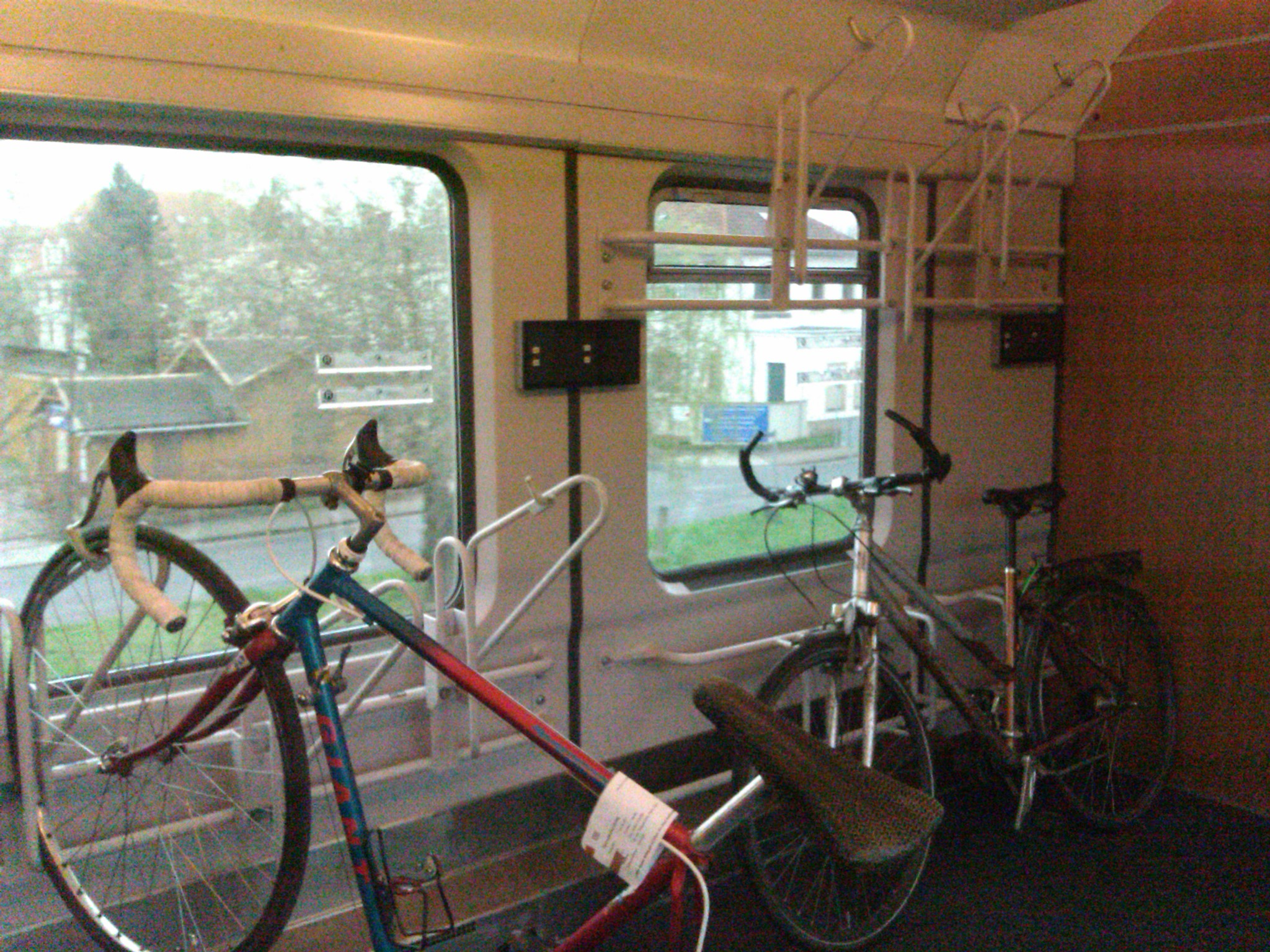
Nachträglich eingerichtete Fahrradstellplätze
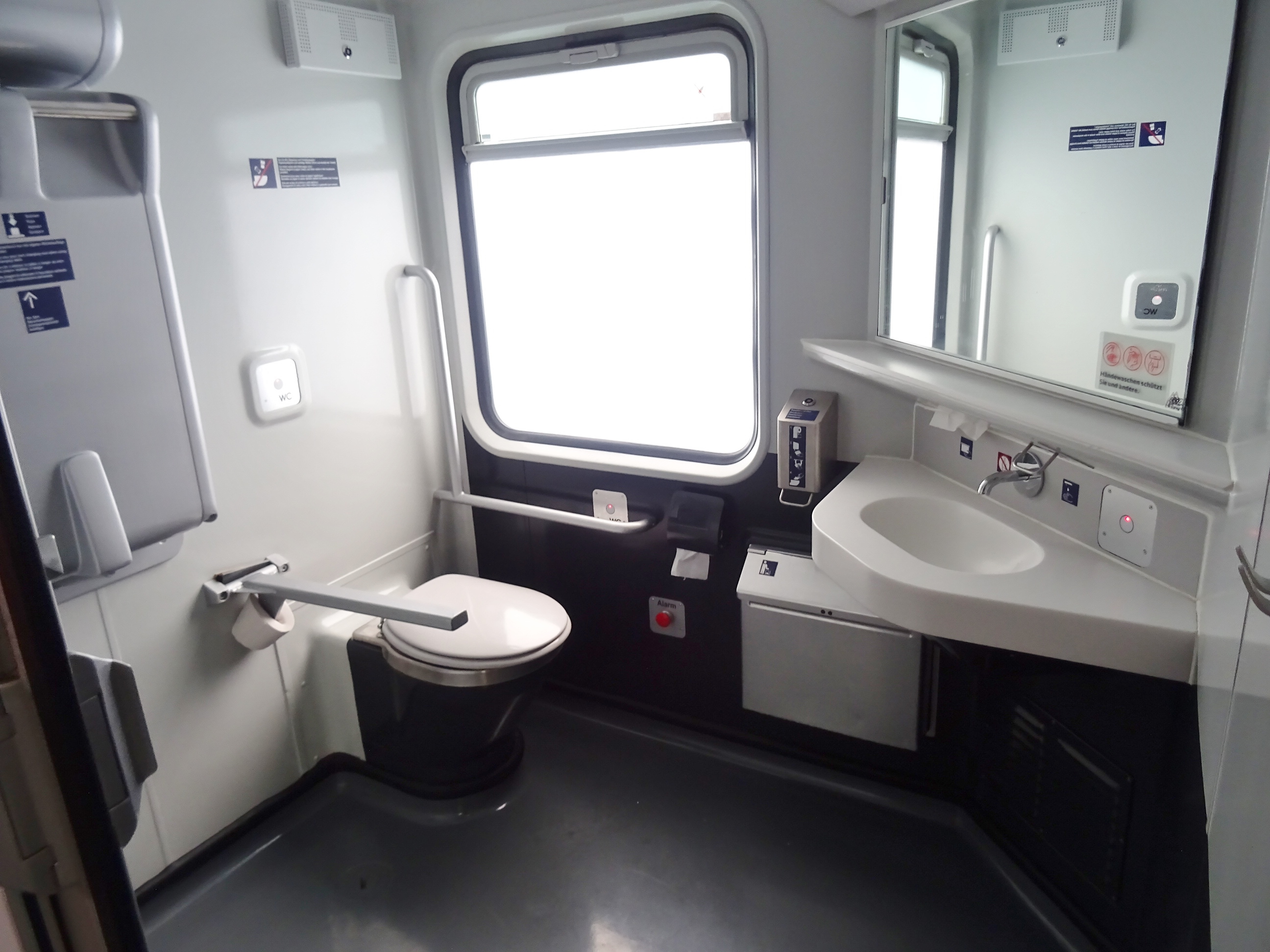
Behindertengerechte Toilette

#### IC mod
Nach Musterumbauten in den Jahren 2009, 2010 und 2011 wurde ab 2012 ein Großteil der Bpmz-Wagen im Rahmen des Modernisierungsprogramm IC mod von der DB Fahrzeuginstandhaltung in den Ausbesserungswerken Kassel, Neumünster und Nürnberg mit einer neuen Inneneinrichtung, neuen Türen, neuer Klimaanlage und neuer Verkabelung versehen. Neben einer neuen Bestuhlung analog zum ICE 3 erhielten dabei die Stirnwände eine Wandverkleidung in Holzdekor. Nach Abschluss der technischen Modernisierung (ab 2015) werden die Wagen als Bpmmz/Bpmmbz/Bpmmbdz284 und Bpmmdz285 bezeichnet. Später wurde WLAN nachgerüstet, sowohl bei den modernisierten Wagen als auch bei den unmodernisierten.

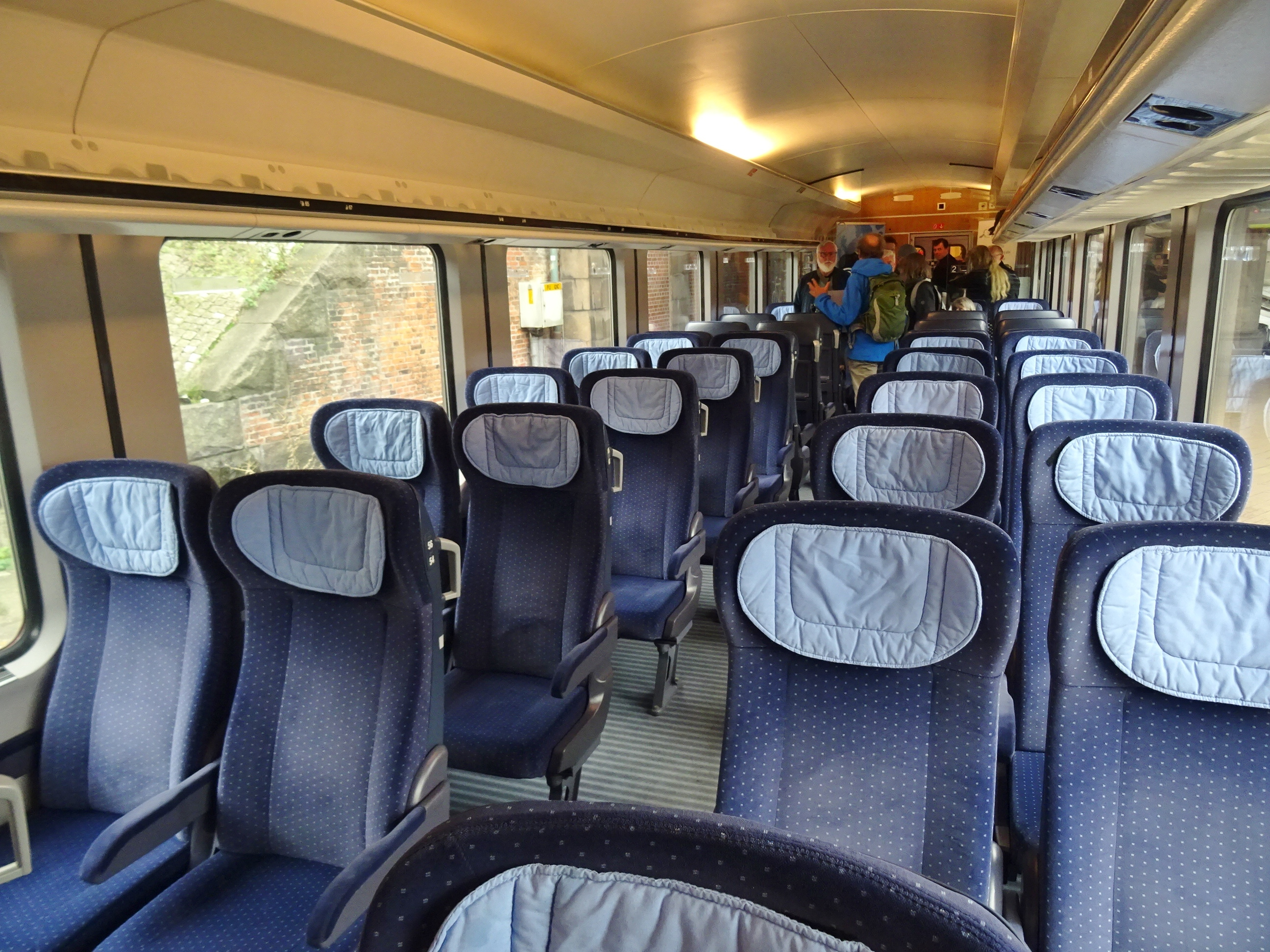
Neue Inneneinrichtung mit ICE-Sitzen nach Durchlaufen des IC-mod-Programms
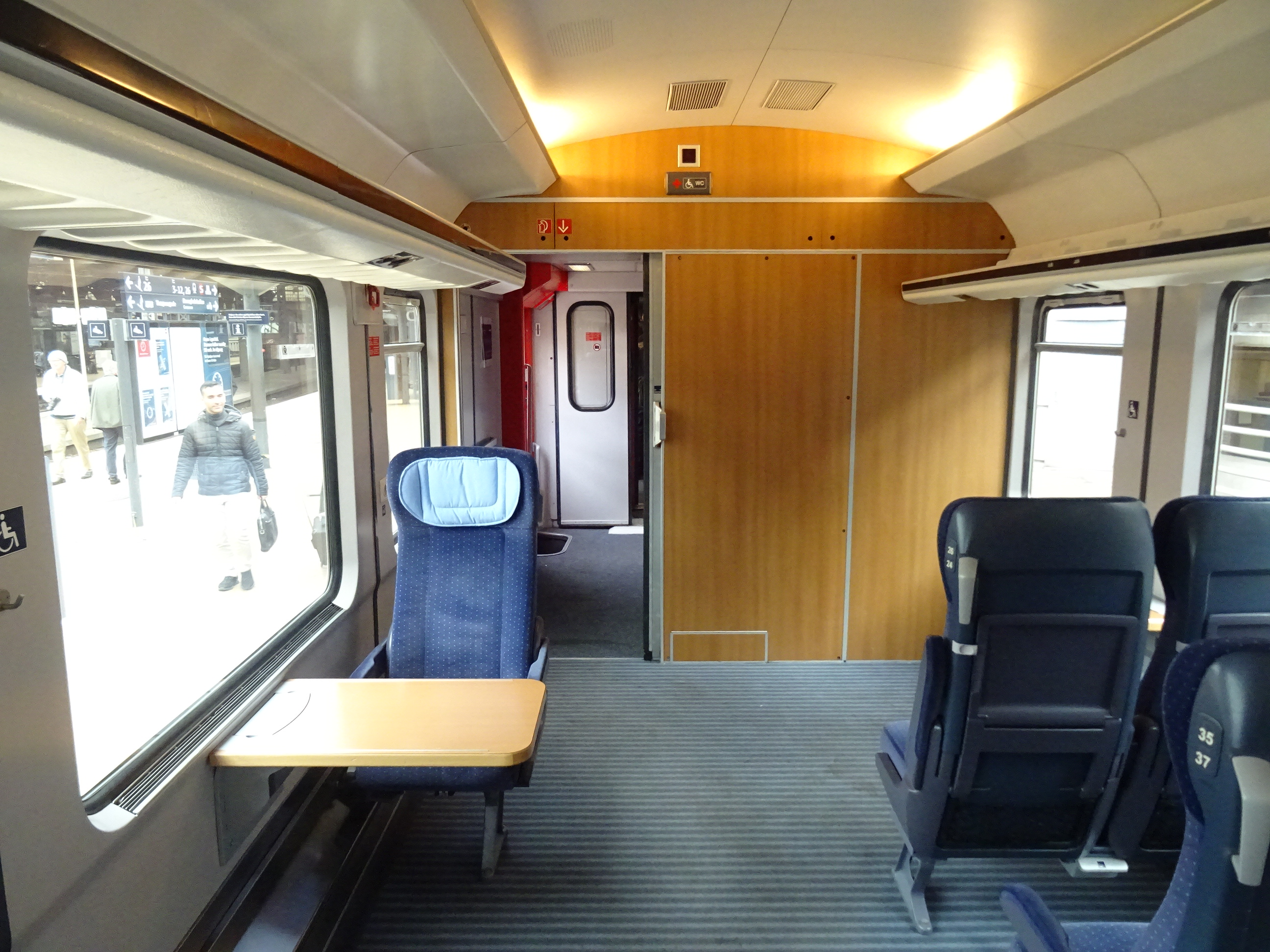
Stirnwand im Holzdekor
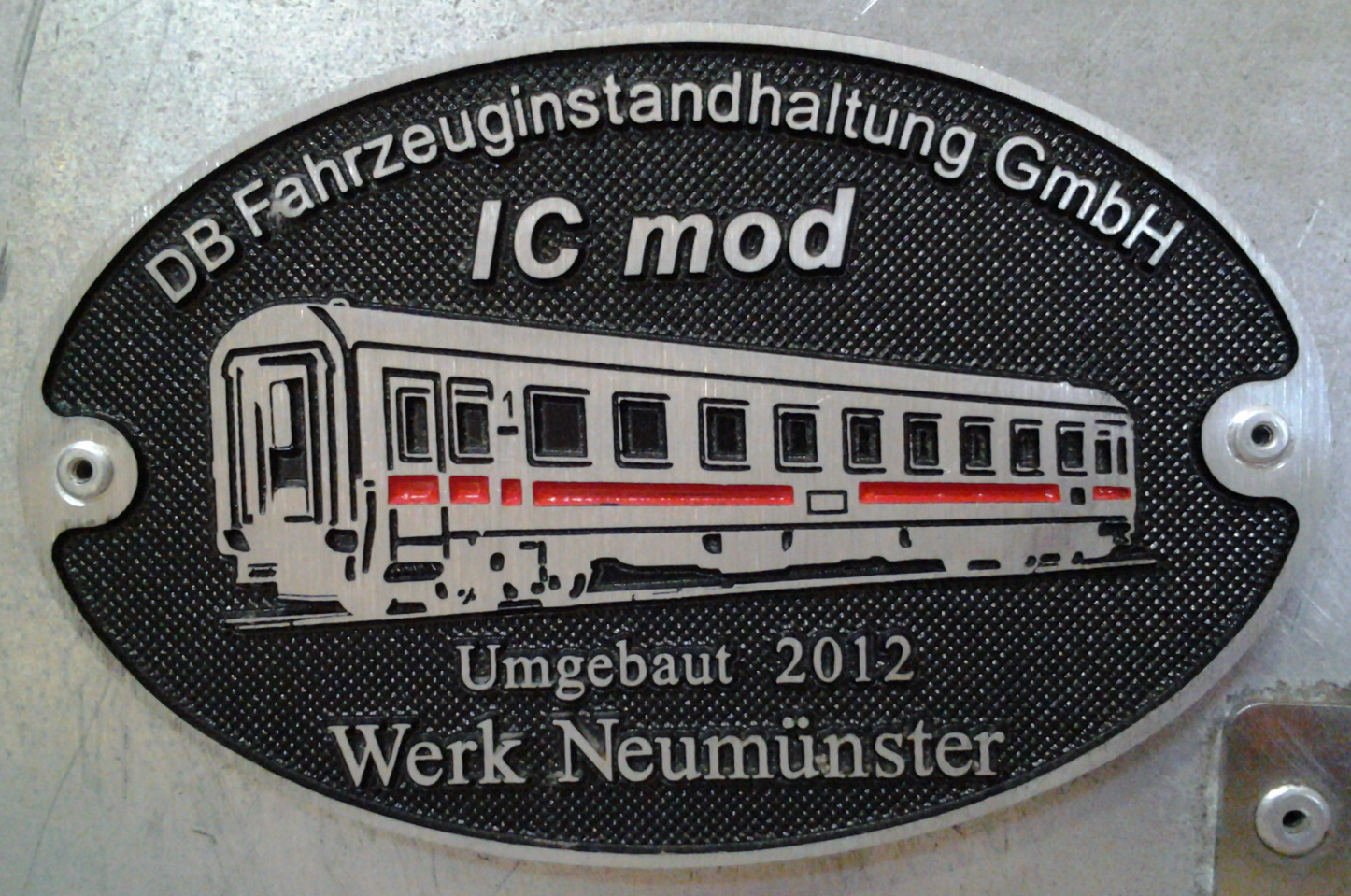
Umbauschild an einem Bpmz 295.5, wenngleich darauf ein Eurofima-Wagen dargestellt ist

## Lackierungsvarianten

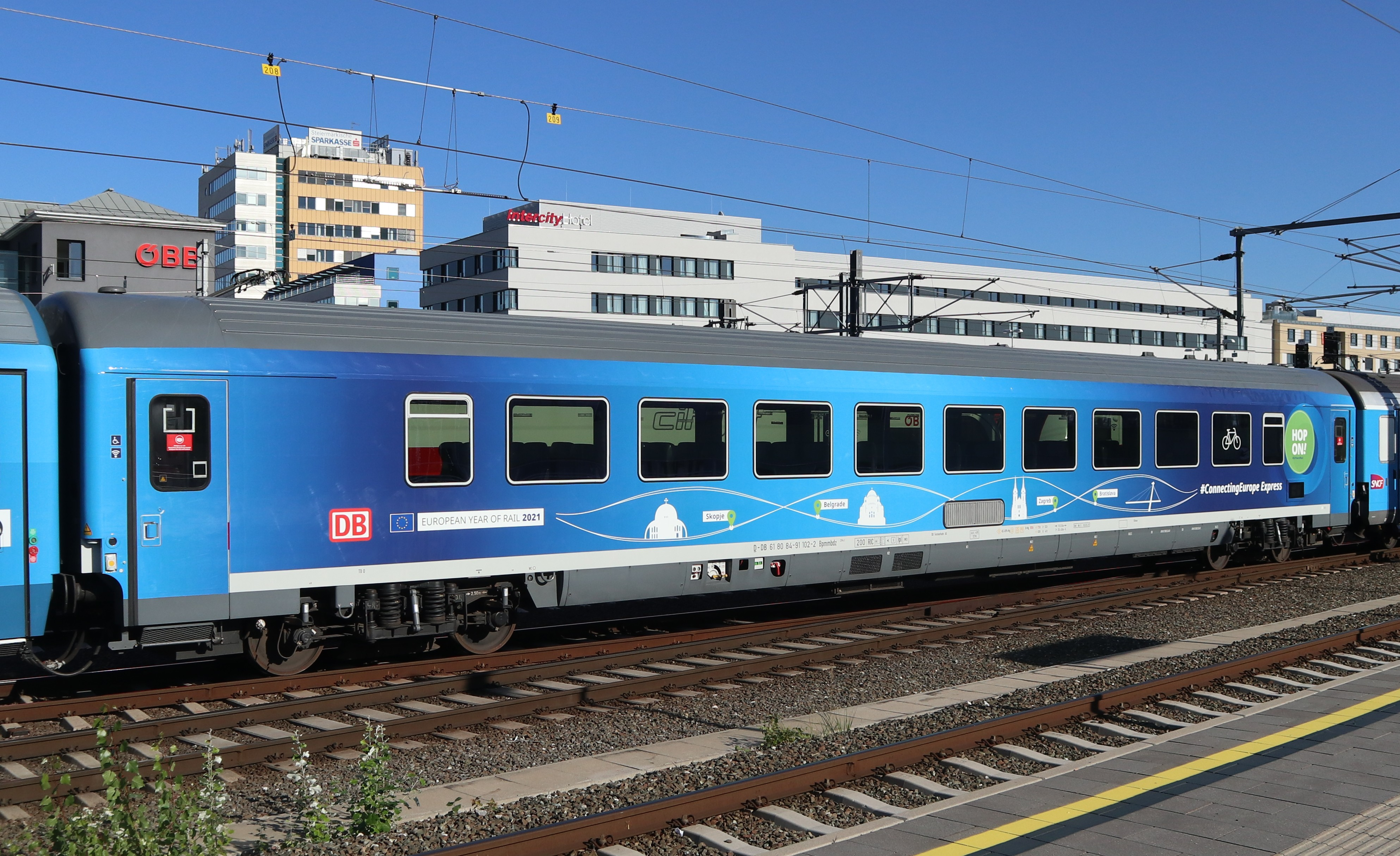
Sonderbeklebung für den Einsatz im Connecting Europe Express, 2021

Ab Werk waren alle Wagen in elfenbein (RAL 1014, Fensterband) und ozeanblau (RAL 5020, unterer Teil des Wagens einschließlich Schürzen sowie Übergangstüren) lackiert. Fahrwerke und Wagenboden waren graubraun (RAL 8019), die Dächer der Vorserienwagen umbragrau (RAL 7022). Da die Dächer der Serienwagen aus nichtrostendem Stahl gefertigt waren, wurde bei diesen auf eine Lackierung verzichtet, sie blieben metallisch blank.
Wie bei den anderen DB-Wagen wechselte die Außen-Farbgebung im Laufe der Jahre. Das neue ab 1987 geltende orientrot-lichtgraue Farbschema für IC-Wagen, die sogenannten Produktfarben der Deutschen Bundesbahn, wurde zuerst auf die druckdichten Wagen ausgedehnt. Das Fensterband war orientrot (RAL 3031) mit Begleitstreifen in pastellviolett (RAL 4009), der Brüstungsbereich nun in lichtgrau (RAL 7035) ausgeführt, bei den Wagen für den FD Königssee entsprechend fernblau (RAL 5023) und pastellblau (RAL 5024). Die nicht umgebauten Wagen folgten nur schleppend, verstärkt aber ab 1992. Erst im Zuge einer konzertierten Aktion 1995, die alle IC-Wagen der DB einschloss, wurden alle Bpmz-Wagen orientrot-lichtgrau lackiert. Nur ein Jahr später wurde bei Neuanstrichen nach Hauptuntersuchungen das neue Verkehrsrot (RAL 3020) für das Fensterband angewendet und auf den Begleitstreifen verzichtet. Im Laufe des Jahres 2001 wechselten schließlich alle IC-Wagen, somit auch die Bpmz-Wagen, ins Intercity-Express-Farbschema in lichtgrau mit rotem Begleitstreifen im Spantenbereich über; die Dächer wurden nunmehr allgemein basaltgrau (RAL 7012) lackiert. Für die Einsätze im Schienenpersonennahverkehr wurden abweichend davon einige Bpmz verkehrsrot lackiert.

## Verwandte Bauarten

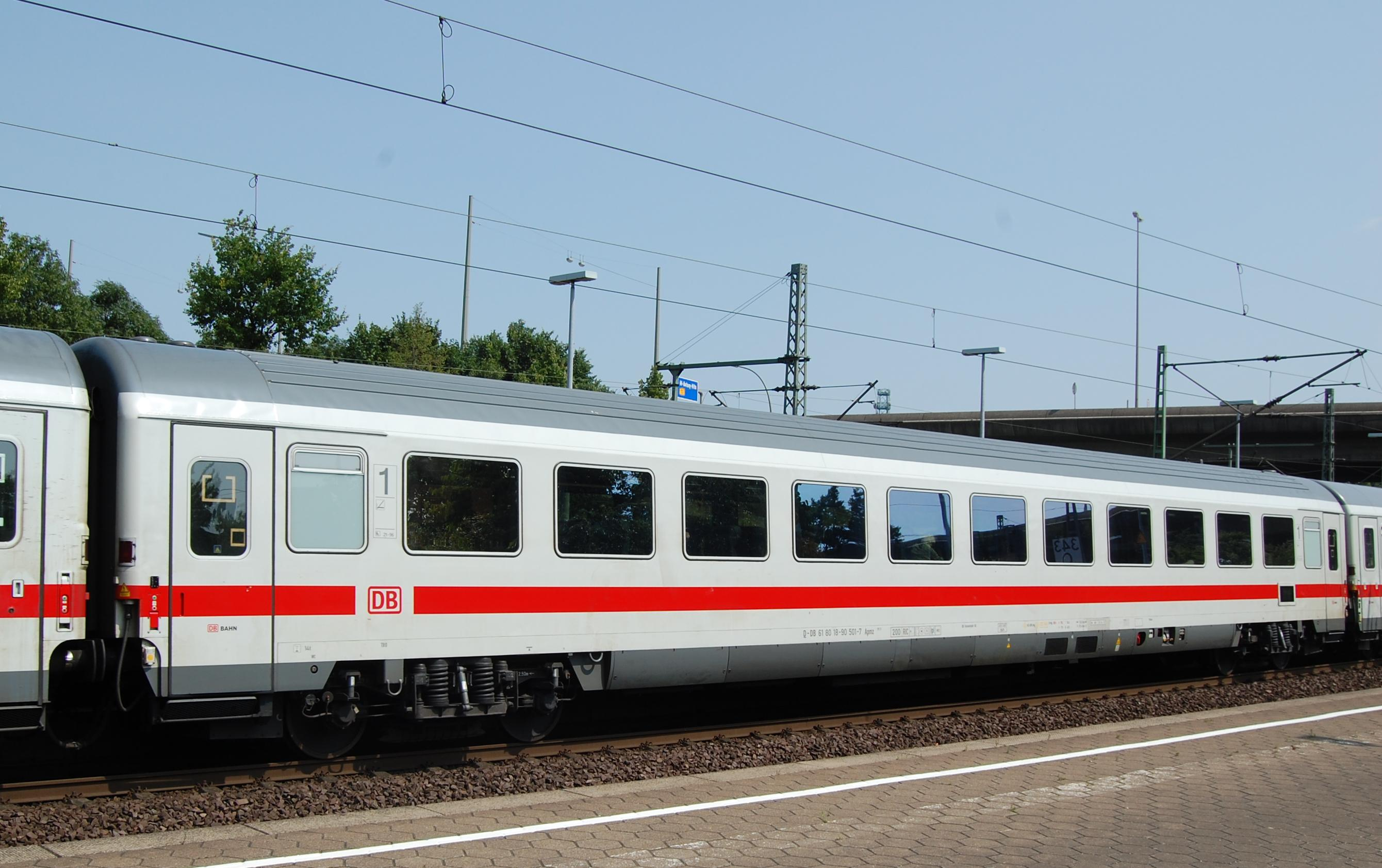
Einer der sieben Apmz^{119.5}, 2013

Wegen eines dringenden Bedarfs an Erste-Klasse-Wagen im Zuge der Einrichtung des Intercity-Netzes 1985 wurden in jenem Jahr zusätzlich sieben vom Bpmz abgeleitete Großraumwagen der ersten Klasse ausgeliefert und als Typ Apmz123 eingereiht. Auf die Gepäckregale an den Enden des Fahrgastraums wurde verzichtet, daher konnten die Endfenster ebenfalls 1400 Millimeter breit ausgeführt werden. Es wurden 51 Sitzplätze in 17 Sitzreihen mit 2+1-Anordnung ohne Rücksicht auf die Fensterteilung eingebaut, ursprünglich konnten die Einzel- und Doppelsitze in Fahrtrichtung gedreht werden. An einem Wagenende wurde eine kleine Telefonkabine mit Münzfernsprecher eingerichtet, mit der Abschaltung des C-Netzes und angesichts der allgemeinen Verbreitung von Mobiltelefonen wurde diese Ende 2000 überflüssig und ausgebaut. Die Fahrzeuge erhielten im Zuge der Druckertüchtigung sowie eines Umbaues der Energieversorgung mehrere Bauartnummern und laufen heute als Apmz119.5, die Sitze wurden im Rahmen des IC mod-Programms durch Ledersitze analog zu mehreren ICE-Baureihen ersetzt und sind nicht mehr drehbar. Die Wagen waren ursprünglich in den TEE-Farben elfenbein (Fensterband) und purpurrot (unterer Bereich und Schürze) lackiert, wie die Bpmz auch trugen sie in der Zwischenzeit verschiedene Farbgebungen und sind heute lichtgrau mit verkehrsrotem Streifen unter den Fenstern.
Die Schweizerischen Bundesbahnen beschafften 1980 ferner 30 Wagen des vom Bpmz abgeleiteten Typs Bpm RIC.